# Édouard Pailleron
Pour les articles homonymes, voir Pailleron.
Édouard Pailleron est un dramaturge, poète et journaliste français, né le 17 septembre 1829 à Paris et mort à Paris 8e le 20 avril 1899.
Docteur en droit, clerc de notaire puis avocat, il collabora à la Revue des deux Mondes et fut élu membre de l'Académie française en 1882.

## Biographie
Né dans une famille de bourgeois parisiens cultivés, il est successivement docteur en droit, avocat, clerc de notaire, militaire (dragon pendant deux ans), mais, attiré irrésistiblement par l'écriture, il connaît son premier succès en 1860 avec sa pièce le Parasite, jouée au théâtre de l'Odéon à Paris.

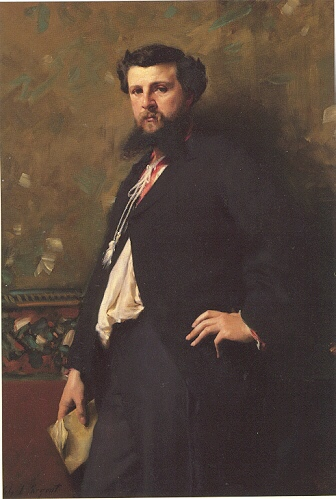
Portrait par John Singer Sargent en 1879.

Il épouse en 1862 la fille de François Buloz, fondateur et directeur de la Revue des deux Mondes, dont il devient bientôt codirecteur. Il poursuit une carrière triomphale avec ses comédies de mœurs (son premier grand succès est obtenu au théâtre du Gymnase en 1868 avec le Monde où l'on s'amuse), qui le mènera à la direction de la Comédie-Française (où il fut admis en 1863 avec sa pièce le Dernier quartier), et culmine en 1881 avec le Monde où l'on s'ennuie, pièce qui connaît un succès prodigieux (plus de 1000 représentations à la Comédie Française) et lui vaut son élection à l'Académie française en 1882 (fauteuil 12). Ses deux dernières créations (La Souris en 1887 et Cabotins en 1894) ne purent atteindre ce succès.
De son mariage avec Marie Buloz, il eut trois enfants : Édouard (junior), Henri (décédé à l'âge de 6 ans) et Marie-Louise (1870-1951), qui épousa l'écrivain Jacques Bourget, puis divorça de lui ; elle fut une historiographe très érudite de la Revue des Deux Mondes et fit partie des grands noms de la littérature française du XIXe siècle.
Le peintre américain John Singer Sargent fit plusieurs portraits de la famille Pailleron, notamment d’Édouard en 1879 (Musée du Château de Versailles), de sa femme en 1880 (Corcoran Gallery of Art USA) et de leurs deux enfants en 1881 (Les Enfants Pailleron, Des Moines Art Center USA). Ces tableaux furent parmi les tout premiers à le rendre célèbre. Une statue en buste d’Édouard Pailleron, réalisée en 1906 par le sculpteur livonien sujet de l'Empire russe, Léopold Bernstamm, se trouve dans le parc Monceau à Paris.

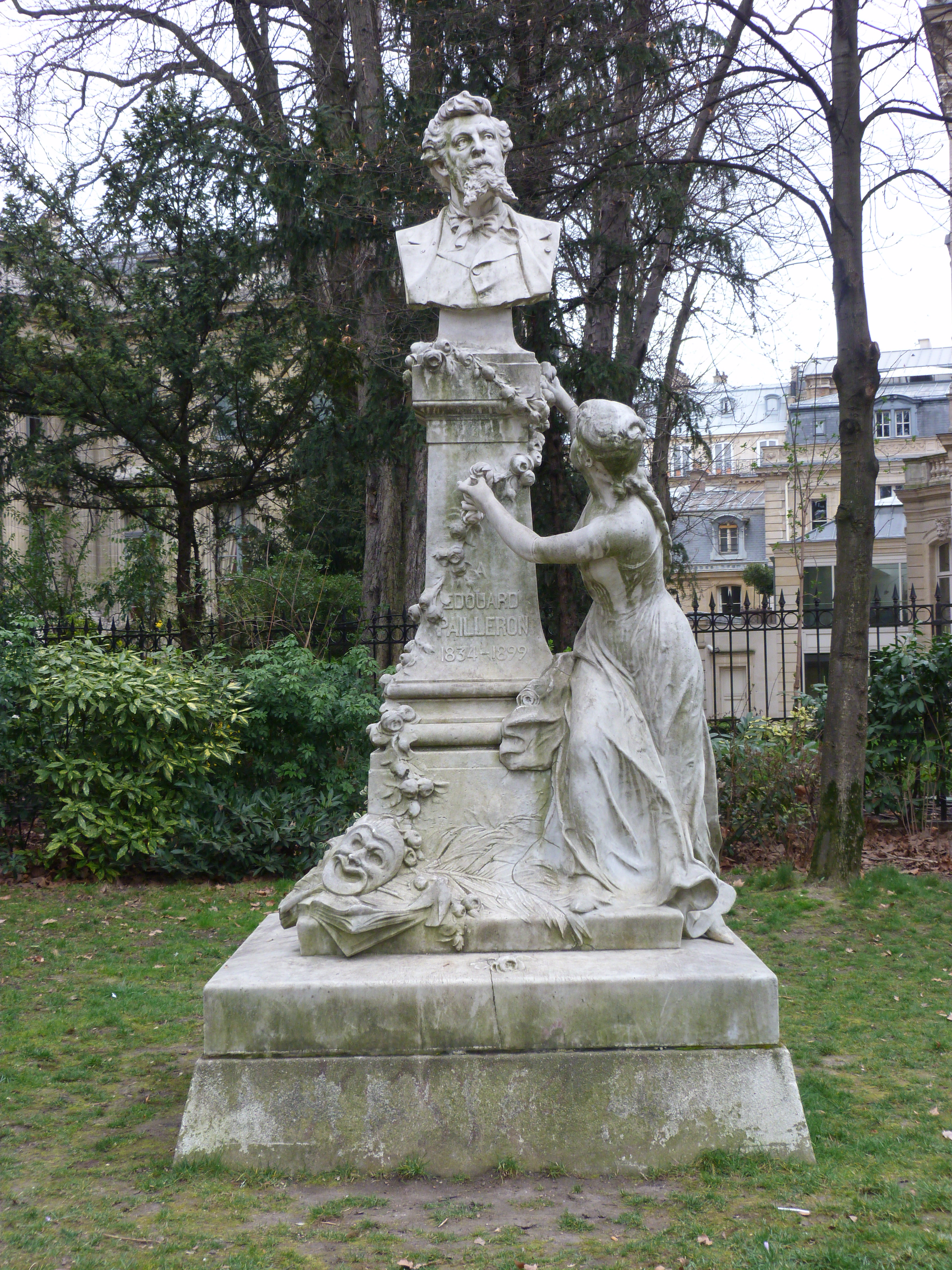
Statue de Pailleron dans le parc Monceau (Paris).

## Postérité du nom
Le nom d'Édouard Pailleron est malheureusement associé à l'incendie, en 1973, du collège Édouard-Pailleron, rue Édouard-Pailleron à Paris, qui tue seize enfants et quatre adultes. Les autres établissements scolaires conçus selon les mêmes principes architecturaux seront qualifiés de « type Pailleron ».
L'espace sportif Pailleron est un complexe multisports situé dans le 19e arrondissement de Paris avec une piscine, une patinoire et un espace forme et fitness.
Une allée porte son nom à l'intérieur du parc Monceau à Paris dans le 17e arrondissement.
Une rue Pailleron existe à Lyon, dans le quartier de la Croix-Rousse (métro Hénon).
Sa propriété de vacances à Jacob-Bellecombette au-dessus de Chambéry, lotie, est devenue le Clos Pailleron, et la villa de l'écrivain, dénommée La Souris, du nom d'une de ses dernières pièces, existe toujours, quasi inchangée, de même que le parc aux arbres plus que centenaires.

## Distinctions
- Officier de la Légion d'honneur (1889)

## Œuvres

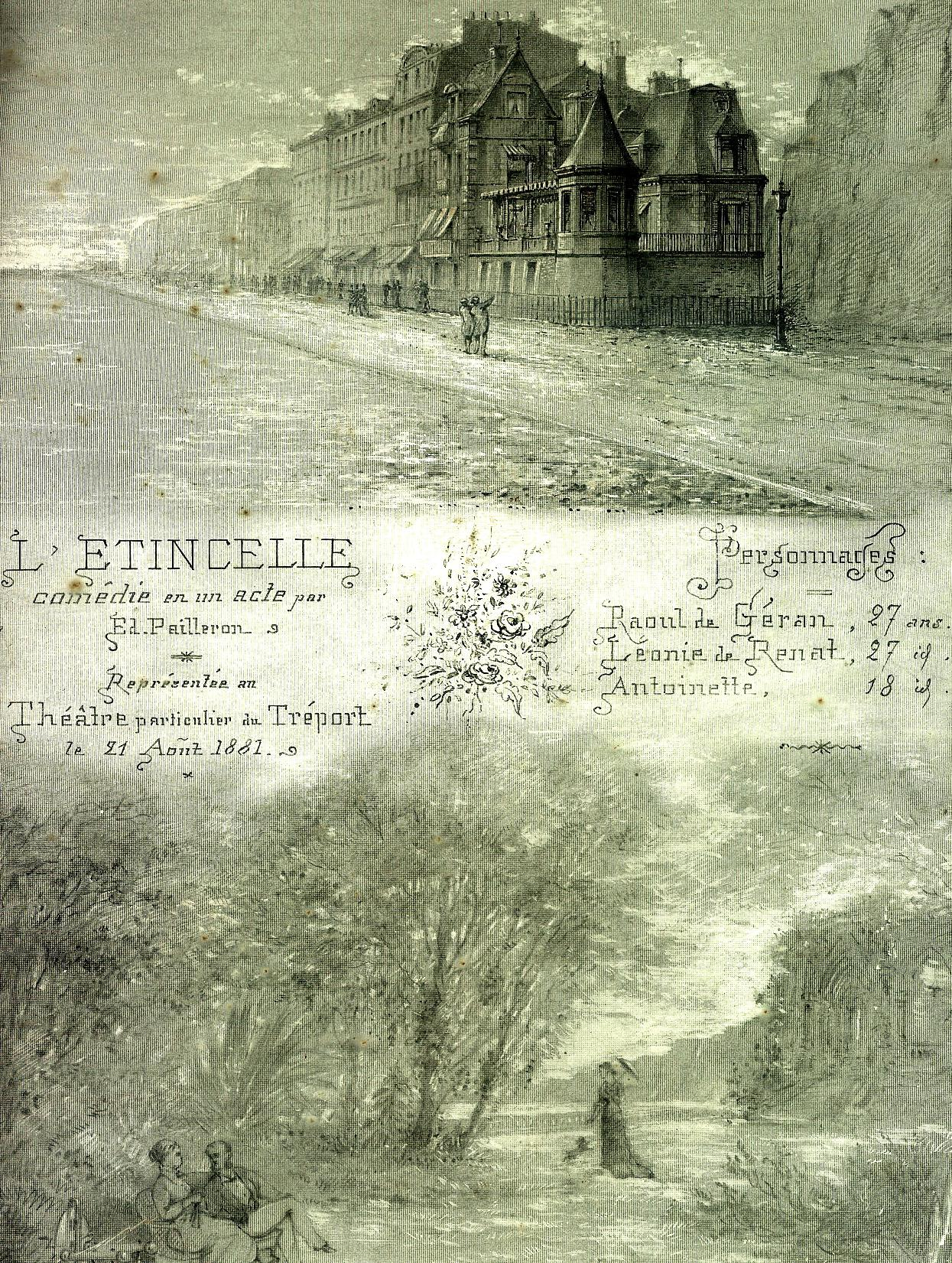
Représentation de L’Étincelle, théâtre privé villa Bouchot au Tréport, 1881 (détail d'affiche, collection particulière)

### Théâtre
- Le Narcotique, comédie en 1 acte, en vers, Paris, théâtre de la Porte-Saint-Martin, 23 avril 1882.
- Le Mur mitoyen, comédie en 2 actes, en vers, Paris, théâtre de l'Odéon, 10 décembre 1861.
- Le Dernier Quartier, comédie en 2 actes, en vers, Paris, Théâtre-Français, , 10 novembre 1863.
- Le Second Mouvement, comédie en 3 actes, en vers, Paris, théâtre de l'Odéon, 24 janvier 1865.
- Le Monde où l'on s'amuse, comédie en 1 acte, en prose, Paris, théâtre du Gymnase, 11 novembre 1868.
- Les Faux Ménages, comédie en 4 actes, en vers, Paris, Théâtre-Français, 7 janvier 1869. Texte en ligne
- L'Autre Motif, comédie en 1 acte, en prose, Paris, Théâtre-Français, 29 février 1872.
- Hélène, drame en 3 actes, en vers, Paris, Théâtre-Français, 14 novembre 1872.
- Petite Pluie, comédie en 1 acte, Paris, Théâtre-Français, 4 décembre 1875.
- L'Âge ingrat, comédie en 3 actes, Paris, théâtre du Gymnase, 11 décembre 1878. Texte en ligne
- L'Étincelle, comédie en 1 acte, Paris, Théâtre-Français, 13 mai 1879. Texte en ligne
- Pendant le bal, comédie en 1 acte, en vers, Paris, Théâtre-Français, 5 mars 1881.
- Le Monde où l'on s'ennuie, comédie en 3 actes, Paris, Théâtre-Français, 25 avril 1881.
- Le Narcotique, comédie en 1 acte, en vers, Paris, théâtre de la Porte-Saint-Martin, 23 avril 1882.
- La Souris, comédie en 3 actes, Paris, Théâtre-Français, 18 novembre 1887.
- Cabotins ! comédie en 4 actes, Paris, Théâtre-Français, 12 février 1894.
- Mieux vaut douceur et Violence, 2 proverbes en 1 acte, Paris, Comédie-Française, 29 décembre 1897.
- Théâtre complet (1909-1912). Comprend : I. Le Parasite. Le Mur mitoyen. Le Dernier Quartier. Le Second Mouvement. Le Monde où l'on s'amuse. II. Les Faux Ménages. L'Autre Motif. Hélène. Petite Pluie. III. L'Âge ingrat. Le Chevalier Trumeau. L'Étincelle. Pendant le bal. Le Monde où l'on s'ennuie. IV. Le Narcotique. La Souris. Cabotins. Un grand enterrement.

### Varia
- Amours et Haines (1869)
- Le Théâtre chez Madame (1881) Texte en ligne
- Discours académiques (1886)
- La Poupée (1890)
- Pièces et morceaux (1897)

## Musique
- Georges Bizet, Tarentelle, sur une poésie de Édouard Pailleron